# Rostroconchia
Los rostroconquios (Rostroconchia) son una clase de moluscos extintos que datan del Cámbrico temprano hasta el Pérmico tardío. Inicialmente se creía que eran bivalvos, pero más tarde se clasificaron en su propia clase. Tenían una concha simple en estado de larva, y de adultos eran pseudo-bivalvos (una única valva que crece hacia ambas mitades del organismo) cerrando el manto y el pie muscular. Los rostroconchas probablemente eran sedentarios. Probablemente hayan tenido un pie protráctil, como el de los bivalvos. Existieron probablemente más de 1.000 especies.
Generalmente eran pequeños, de menos de 2 cm de longitud pero algunos en el Devónico en los Estados Unidos llegaban a hacer 15 cm. Probablemente hayan tenido un pie protráctil, como el de los bivalvos. En la conchilla poseen como características la presencia de pegma (especie de placa calcárea que une ambas mitades de la conchilla) y a veces un rostro (Proyección en forma de tubo que sale de ambas mitades de la conchilla, por donde posiblemente entraba agua).